# Бурангулово (Кувандицький міський округ)
Бурангу́лово (рос. Бурангулово) — присілок у складі Кувандицького міського округу Оренбурзької області, Росія.

## Населення
Населення — 133 особи (2010; 130 у 2002).
Національний склад (станом на 2002 рік):
- башкири — 92 %